# Бакуменко, Николай Васильевич
Николай Васильевич Бакуменко (1 ноября 1937, Дуванка, Харьковская область — 6 марта 1992) — украинский советский деятель, горный инженер, секретарь Ворошиловградского областного комитета КПУ, генеральный директор производственного объединения «Луганскуголь» (1989—1992).

## Биография
Родился 1 ноября 1937 года в селе Дуванка Золочевского района Харьковской области в семье рабочих.
В 1961 году окончил Харьковский горный институт.
С 1961 года работал на шахтах треста «Антрацит»: помощник начальника добычного участка, начальник участка, главный инженер шахты № 54 Луганской области. Член КПСС .
Затем — заместитель управляющего треста «Антрацит» Луганской области.
До 1973 года — заместитель начальника комбината «Донбассантрацит» города Красный Луч Ворошиловградской области.
В 1973—1978 годах — 1-й секретарь Лисичанского городского комитета КПУ Ворошиловградской области.
В 1978 — 3 декабря 1988 года — секретарь Ворошиловградского областного комитета КПУ — заведующий отделом угольной промышленности Ворошиловградского областного комитета КПУ.
В декабре 1988 — мае 1989 года — заведующий социально-экономического отдела Ворошиловградского областного комитета КПУ.
В мае 1989 — 6 марта 1992 — генеральный директор производственного объединения «Луганскуголь» Луганской области.
Умер 6 марта 1992 года в городе Луганск.

## Награды
- орден Трудового Красного Знамени;
- дважды орден «Знак Почёта»;
- медали;
- дважды Почётная грамота Президиума Верховного Совета Украинской ССР;
- знак «Шахтёрская слава» трёх степеней.